# فیلیپ گارل
فیلیپ گارل (فرانسوی: Philippe Garrel‎؛ زادهٔ ۶ آوریل ۱۹۴۸) کارگردان، فیلم‌نامه‌نویس، تهیه‌کننده، فیلم‌بردار و تدوین‌گر اهل فرانسه است. وی از سال ۱۹۶۴ میلادی تاکنون مشغول فعالیت بوده‌است.
او فیلم‌هایی همچون حسادت (۲۰۱۳) و عاشق برای یک روز (۲۰۱۷) را کارگردانی کرده است. گارل برای آخرین اثرش، هفت‌اورنگ (۲۰۲۳)، جایزه خرس نقره‌ای برای بهترین کارگردان را از جشنواره فیلم برلین به دست آورد.

## فیلم‌شناسی
- ماری برای خاطره (۱۹۶۸)
- شقایق (۱۹۶۸)
- تمرکز (۱۹۶۸)
- افشاگر (۱۹۶۸)
- تختخواب باکره (۱۹۶۹)
- زخم درونی (۱۹۷۲)
- آتانور (۱۹۷۲)
- اوج تنهایی (۱۹۷۴)
- فرشته‌ای می‌گذرد (۱۹۷۵)
- گهواره بلورین (۱۹۷۵)
- سفر به باغ مردگان (۱۹۷۸)
- خاستگاه آبی (۱۹۷۹)
- کودک مخفی (۱۹۸۲)
- آزادی، در شب (۱۹۸۳)
- «خیابان فونتین» (بخش پاریس، ۱۹۸۴)
- او زمان زیادی را زیر تابش آفتاب گذراند... (۱۹۸۵)
- وزرای هنر (مستند، ۱۹۸۹)
- بوسه‌های نجات‌یخش (۱۹۸۹)
- دیگر صدای گیتار را نمی‌شنوم (۱۹۹۱)
- تولد عشق (۱۹۹۳)
- قلب شبح (۱۹۹۶)
- باد شب (۱۹۹۹)
- بی گناهی وحشی (۲۰۰۱)
- عاشقان منظم (۲۰۰۴)
- مرز سپیده دم (۲۰۰۸)
- یک تابستان داغ سوزان (۲۰۱۱)
- حسادت (۲۰۱۳)
- در سایه زنان (۲۰۱۵)
- عاشق برای یک روز (۲۰۱۷)
- شوری اشک (۲۰۲۰)
- هفت‌اورنگ (۲۰۲۳)؛ برنده جایزه خرس نقره‌ای برای بهترین کارگردان